# Jaromír Šticha
Jaromír Štícha (* 13. května 1958) je bývalý český fotbalista, brankář.

## Fotbalová kariéra
Hrál za Slavii Praha, Dynamo České Budějovice, Spartak Hradec Králové a Škodu Plzeň. V československé lize nastoupil v 39 utkáních.

## Ligová bilance
| Ročník                                   | Zápasy | Góly | Klub                           |
| ---------------------------------------- | ------ | ---- | ------------------------------ |
| 1. československá fotbalová liga 1980/81 | 9      | 0    | Slavia Praha                   |
| 1. československá fotbalová liga 1981/82 | 5      | 0    | Slavia Praha                   |
| 1. československá fotbalová liga 1982/83 | 4      | 0    | Slavia Praha                   |
| Česká národní fotbalová liga 1982/83     | 13     | 0    | TJ Dynamo JČE České Budějovice |
| 1. československá fotbalová liga 1983/84 | 5      | 0    | Slavia Praha                   |
| Česká národní fotbalová liga 1984/85     | 6      | 0    | Spartak ZVÚ Hradec Králové     |
| Česká národní fotbalová liga 1985/86     | 16     | 0    | Spartak ZVÚ Hradec Králové     |
| 1. československá fotbalová liga 1986/87 | 14     | 0    | TJ Škoda Plzeň                 |
| Česká národní fotbalová liga 1987/88     | 4      | 0    | TJ Škoda Plzeň                 |
| 1. československá fotbalová liga 1988/89 | 2      | 0    | TJ Škoda Plzeň                 |
| CELKEM                                   | 39     | 0    |                                |